# I gemelli di Kuma
I gemelli di Kuma è un romanzo fantasy di Licia Troisi del 2011; è il quarto libro della saga de La ragazza drago.

## Trama
I sogni di Sofia sono popolati da strane visioni di un cimitero inglese con un cane. 
Grazie all'aiuto di Karl, i Draconiani capiscono che il sogno è ambientato nel cimitero di Edimburgo, loro prossima meta sia per trovare il frutto di Kuma, l'ultimo drago, sia il Draconiano che lo ospita.
Una volta giunti in Scozia, Sofia, Lidja, Fabio, Karl ed il professore scoprono dalla cronaca del giornale che una ragazza, Chloe, è stata rapita proprio nel cimitero sognato da Sofia da una creatura simile ad un serpente: Nida.
Quella notte, incapaci di prendere sonno, Sofia e Fabio si recano sul terrazzo dell'hotel e qui il ragazzo ammette con Sofia che non vuole più essere la persona che è stata in passato, sempre arrabbiato ed in cerca di vendetta, per quanto capisca che non potrà mai essere come gli altri Draconiani. Sofia lo consola ed alla fine Fabio, da sempre attratto dalla sua tenerezza e dalla sua generosità, la bacia.
I due vengono però interrotti bruscamente dall'arrivo del professore e non hanno modo di parlare dell'accaduto.
Il giorno successivo poi, quando si reca sola insieme a Fabio al cimitero di Edimburgo per cercare indizi sul sogno, Sofia nota con dispiacere che il ragazzo la tratta con ancora più indifferenza e sgarbatezza del solito, come se si fosse pentito dell'accaduto. Neanche Lidja, con cui Sofia si confida, sembra darle speranze in merito ad una possibile storia con lui.
Alla fine il gruppo si reca al B&B di Gillian Mac Allister, la madre di Chloe, per indagare sulla scomparsa di quest'ultima e, con sorpresa, scoprono che Chloe ha un fratello gemello, identico a lei, particolarmente avvenente e carismatico (che colpisce soprattutto Lidja): Ewan.
Dopo che il professore ha spiegato a Gillian ed Ewan della missione dei Draconiani, si scopre che Ewan e Chloe sono tutti e due Draconiani, entrambi ospitanti l'anima di Kuma, il fortissimo e grosso drago viola in grado di domare gli agenti atmosferici. La lontananza di Chloe, tuttavia, impedisce ad Ewan di usare i suoi poteri. Nel corpo del ragazzo, inoltre, viene ritrovata metà del frutto di Kuma, poiché il drago, per impedire che cadesse in mani sbagliate, lo divorò ai tempi della lotta contro le viverne.
Mentre Lidja e Fabio vanno in cerca di Chloe (sempre più convinti che sia stata Nida a rapirla, visto che la figlia di Nidhoggr seguita ad aggirarsi intorno al B&B senza poter entrare) e mentre Karl ed il prof scoprono che la casa di Gillian è coperta da una barriera magica, Sofia sorveglia Ewan passando del tempo con lui.
Ewan ha modi spavaldi, è carino, socievole, un tipo davvero in gamba e suona per Sofia le sue chitarre, ma lei non può fare a meno di pensare sempre a Fabio.
Quella notte, strani insetti di metallo creati da Nidhoggr attaccano la casa. I Draconiani li sconfiggono, ma è chiaro ormai che il B&B non è più un luogo sicuro e decidono di trasferire Ewan altrove. Nida ha assistito non vista alla scena e comincia ad avere paura: lei non è più utile al suo Signore e teme il giorno in cui lui si libererà di lei.
Il giorno in cui i Draconiani nascondono Ewan al castello di Edimburgo (con Lidja che rimarrà con lui come guardia del corpo), Nida si presenta a loro per proporre un'insolita alleanza. 
I Draconiani le forniranno un talismano che copra le sue tracce quando abbandonerà Nidhoggr al suo destino, mentre Nida li condurrà da Chloe, il cui corpo è al momento posseduto dalla Grande Viverna. L'anima della ragazza, infatti, cacciata dall'essenza di Nidhoggr, vaga per il cimitero di Edimburgo come un fantasma; ecco spiegati i sogni di Sofia!
Nonostante temano una trappola, i Draconiani accettano il patto. Per recuperare l'anima di Chloe, però, il gruppo ha bisogno di far uscire Ewan dal suo nascondiglio, così Sofia si reca da sola da Nida per chiederle di fare in modo che i ragni di ferro non li attacchino quella notte. Durante l'incontro Sofia viene però a sapere da Nida che Thuban e Nidhoggr erano fratelli, ma che Nidhoggr impazzì di gelosia il giorno in cui gli fu preferito Thuban come Guardiano dell'Albero del Mondo. Furente, infatti, Nidhoggr uccise l'Anziano che per Thuban era come un padre e scatenò una guerra tra soli draghi. Straziato dal dolore, Thuban sfidò il fratello e ne mutilò il corpo orribilmente, rendendolo simile a quello delle viverne, alle quali poi Nidhoggr si alleò per scatenare la guerra tra draghi e viverne che distrusse l'Albero del Mondo.
Sconvolta, Sofia incolpa il professore di non averle detto la verità, ma soprattutto incolpa Thuban per il suo atto scellerato contro il proprio fratello (la mutilazione quasi letale inferta a Nidhoggr) e lascia il B&B decisa ad abbandonare la missione. Il professore non può che accettare la sua scelta e raccontare tutto agli altri Draconiani, ma questi non sono meno convinti della malvagità di Nidhoggr e continuano a credere nella missione. Il professore chiede a Fabio di seguire Sofia per proteggerla, cosa che Fabio fa, convinto che il professore stia commettendo un errore a permettere alla ragazza di scappare lontano dai suoi amici. Mentre Karl, Lidja ed Ewan si recano al cimitero di Edimburgo per recuperare lo spirito di Chloe, prigioniero del fantasma Bloody MacKenzie, Sofia, scoperto che sua madre vive ad Edimburgo, si reca a casa di quest'ultima nella vana speranza di essere accolta, ma viene rinnegata ancora una volta dalla donna che afferma falsamente di non conoscerla. 
Il cuore di Sofia è a pezzi per l'ennesimo rifiuto, ma Fabio decide di rivelarsi e la consola. I due si chiariscono e si baciano nuovamente.
Tornata al B&B, Sofia decide di riprendere la missione, consapevole di aver sbagliato a fuggire, e si offre volontaria per l'ennesima sortita al cimitero dove Chloe continua ad essere prigioniera del malvagio fantasma.
La missione riesce: Chloe viene liberata ed entra nell'Occhio della Mente di Ewan (che riacquista così i suoi poteri) e metà del frutto di Kuma esce dal corpo del ragazzo.
A questo punto il gruppo può contattare Nida, affinché li porti da Nidhoggr.
Una volta rispettato il patto ed ottenuto il talismano che le permetterà di fuggire dal suo padrone, tuttavia, Nida attacca Fabio, decisa ad ucciderlo per vendicare Ratatoskr. Fabio però usa i propri poteri solo per difendersi: il ragazzo infatti è pieno di rimorso e comprende di non essere più la persona di un tempo, pronta ad uccidere, e questo affievolisce la sua voglia di combattere.
Gli altri Draconiani tuttavia non possono correre in suo aiuto, poiché Sofia, per liberare il corpo di Chloe, si sta scontrando mentalmente con Nidhoggr e i restanti Draconiani sono tenuti a far cerchio attorno a lei per aiutarla con i loro poteri contro il male supremo.
Alla fine Sofia sconfigge l'essenza di Nidhoggr e Chloe riprende possesso del proprio corpo. L'altra metà del frutto di Kuma esce da lei ed insieme al fratello riacquista tutti i suoi poteri.
Finalmente il gruppo può accorrere in aiuto di Fabio che, però, trova la forza di reagire solo quando vede Sofia raccogliere le ultime energie e lanciarsi verso Nida per salvarlo.
Nida fugge: sei Draconiani sono troppi, ma Fabio, tutt'altro che lieto, si sente perso e diviso dal dolore. Non può accettare di perdere Sofia o di vederla ogni giorno rischiare la vita: un simile dolore, dopo quello per la morte di sua madre, è per lui troppo grande!
Il libro termina con Gillian che chiude il B&B, poiché insieme ai figli andrà a vivere a casa del professore.
Ora i Draconiani ci sono tutti, il frutto di Kuma è intatto e tutti quanti devono tornare in Italia per recuperare l'ultimo frutto e prepararsi alla battaglia finale. Solo Fabio non è presente, partito anzitempo: è ormai fedele alla causa dei draghi e combatterà quando ce ne sarà bisogno, ma, come ha detto lui stesso a Sofia prima di partire, non vuole legami, specialmente con Sofia, che potrebbe rischiare di perdere durante la battaglia, ricavando così troppa sofferenza. 
Sofia parte con il cuore infranto, ignara che altrove Nidhoggr ha perfezionato i suoi servitori metallici e che ha trovato l'ultimo frutto: quello di Thuban

## Personaggi

### Draconiani
Sofia Schlafen: ragazzina di 15 anni, insicura, ma anche generosa e capace di tirare fuori risorse inaspettate, adottata dal professor Schlafen che per lei è a tutti gli effetti come un padre. Ha i capelli ricci e rossi, due grandi occhi verdi e svariate lentiggini attorno al naso. È la protagonista della storia. Dentro di lei risiede lo spirito di Thuban, il drago con il potere della vita. Può infatti far crescere liane e piante che usa per immobilizzare gli avversari, o per attaccare ed è in grado di produrre la clorofilla dell'Albero del Mondo (letale per le viverne, ma benefica per i draghi). S'innamora a prima vista di Fabio e ha per migliore amica Lidja.
Lidja: ragazza di 15 anni e fin dall'inizio si dimostra la più coraggiosa del gruppo. È descritta come molto carina, atletica, con lunghi capelli corvini ed occhi scuri. Fa la trapezista nel circo natio sino al suo trasferimento a casa del professore. Dentro di lei risiede lo spirito di Rastaban, il migliore amico di Thuban. Lidja ha il potere della telepatia e della telecinesi: può collegarsi al pensiero altrui, erigere barriere protettive e scagliare oggetti contro i nemici.
È la migliore amica di Sofia, mentre a causa del suo carattere leale fatica a capire l'incostanza di Fabio. Si prende una cotta per Ewan, per nulla scoraggiata dal successo di quest'ultimo con le ragazze.
Fabio Szilard: ragazzo di 16 anni, alto, magro, con voluminosi ricci scuri ed occhi neri. In lui alberga Eltanin, il drago che doma il fuoco e che in passato per un po' combatté con Nidhoggr, tradendo i suoi amici prima di pentirsi. Ha un carattere forte e solitario, tanto che spesso preferisce agire da solo, o usare mezzi che normalmente gli altri Draconiani non considerano etici. La sua indole tormentata è dovuta al suo difficile passato ed al suo trascorso di traditore. I suoi poteri sono quelli più sviluppati e pericolosi. Dopo aver ucciso Ratatoskr per vendetta, capisce di voler cambiare per essere una persona migliore. È innamorato, ricambiato, di Sofia, ma decide di lasciarla dopo averla baciata più volte, per non dover soffrire nel vederla rischiare la vita durante la battaglia contro le viverne.
Karl Lehmann: ragazzino di 15 anni in cui alberga lo spirito di Aldibah, il drago che comanda il ghiaccio. Paffuto, biondo, con occhi azzurri e grandi occhiali, Karl è lo stereotipo del ragazzino tedesco e infatti viveva a Monaco di Baviera con la madre adottiva, la Custode Effi, prima della di lei morte. Karl è un nerd indefesso, amante delle ricerche, dello studio, dei fumetti e dei videogiochi, ma è anche capace di estrema lucidità di analisi e di combattimento quando usa i suoi poteri di Draconiano contro i nemici. Ha una buona empatia con il professore con cui spesso collabora nella creazione di oggetti tecno-magici. A lui inoltre si affidano i compagni per ogni genere di ricerca.
Ewan Mac Allister: ragazzo di 16 anni, gemello di Chloe. Vive ad Edimburgo con la madre e la sorella nei confronti delle quali è molto protettivo. Capelli rossi che toccano le spalle, alto, sportivo e carismatico, Ewan è un ragazzo coraggioso e che sa di piacere molto alle ragazze (e infatti si diverte a corteggiare). Ama suonare la chitarra e canta molto bene. Sofia e, soprattutto, Lidja rimangono colpite da lui e dai suoi modi di fare spavaldi, ma piacevoli. Ospita insieme alla sorella lo spirito di Kuma, il drago viola che controlla gli agenti atmosferici.
Chloe Mac Allister: ragazza di 16 anni, sorella gemella di Ewan. Vive ad Edimburgo con la madre ed il fratello da cui spesso cerca protezione. Ospita insieme a quest'ultimo lo spirito di Kuma, il drago viola che controlla gli agenti atmosferici. In questo libro, tuttavia, non si scopre molto del suo carattere perché il suo corpo viene posseduto da Nidhoggr, mentre il suo spirito vaga prigioniero nel cimitero di Edimburgo. Con molta probabilità, però, è più timida e fragile del fratello, visto che Nidhoggr è riuscito a catturarla.

### Custodi
Professore Schlafen: È un eccentrico professore di antropologia di origini tedesche, padre adottivo di Sofia. Si veste sempre come un uomo dell'Ottocento ed abita in un'isolata e suggestiva villa vicino al Lago d'Albano. In verità è la reincarnazione di un'antica casta di sacerdoti di Draconia, i Custodi. Ama Sofia come una figlia, ma in generale è un buon mentore per tutti i Draconiani. Collabora spesso con Karl nelle ricerche e nelle invenzioni tecno-magiche. È l'ultimo Custode ancora vivo sulla Terra.

### Draghi
Thuban: capo dei Draghi Guardiani, è un drago di colore verde smeraldo con il potere della vita. Era fratello minore di Nidhoggr, ma, quando Thuban venne preferito a quest'ultimo come Guardiano dell'Albero del Mondo, Nidhoggr impazzì di gelosia.
Thuban fu costretto a mutilarlo con un incantesimo dopo che Nidhoggr uccise l'Anziano che per Thuban era simile ad un padre. Thuban non si perdonò mai quel gesto, seppur motivato da un giusto dolore, anche perché, a causa di ciò, Nidhoggr si alleò con le viverne e scatenò la guerra che portò alla distruzione dell'Albero del Mondo.
Thuban fu l'ultimo a cadere in battaglia dopo aver imprigionato Nidhoggr. Prima di morire infuse il suo spirito in Lung, un avo di Sofia. Sofia condivide con lui pensieri e ricordi.
Rastaban: il più fedele e leale dei Draghi Guardiani e miglior amico di Thuban. Controlla il potere della telecinesi e della telepatia. È di colore rosso magenta. All'epoca della guerra tra draghi e viverne era considerato un punto fermo nella resistenza dei draghi, il che fa pensare che fosse il combattente più disciplinato e sicuramente più convinto della causa. Fu il primo a morire, ucciso da Nidhoggr sotto gli occhi di Thuban.
Eltanin: drago giallo-dorato con il potere del fuoco che non può bruciargli la carne. Era il drago più giovane, impulsivo ed ambizioso dei cinque. Consapevolmente tradì i suoi compagni quando Nidhoggr gli promise più potere se si fosse votato alla causa delle viverne e gli consegnò parte della linfa dell'Albero del Mondo per riuscire a penetrare le difese dell'arbusto e divorarne le radici. Si pentì tuttavia grazie ad Idhunn, la Custode umana che per lui era come una sorella, e riscattò il proprio errore nascondendo il frutto che gli apparteneva e ribellandosi alle viverne.
Aldibah: drago azzurro domatore del ghiaccio, considerato il più razionale e riflessivo dei draghi Guardiani. Quando i Neutrali, gli umani che non volevano stare né dalla parte delle viverne né dalla parte dei draghi, nascosero la Padrona dei Tempi, fu lui a ritrovare la magica clessidra. Cercò di evitare la guerra viaggiando a ritroso nel tempo, fallendo però nell'impresa. Comprendendo la pericolosità della clessidra, Aldibah ordinò che fosse distrutta, ignaro che i Custodi preferirono nasconderla e conservarla per il futuro.
Kuma: grosso drago viola che comanda gli agenti atmosferici in tutte le loro forme: uragani, fulmini, tornadi, neve e tempeste. Era il più forte di tutti, ma, quando perì in battaglia, il suo corpo non fu mai trovato. Fu lui ad avere l'idea di nascondere i frutti dell'Albero del Mondo prima che le viverne se ne impossessassero, a cominciare dal suo frutto che ingoiò per custodirlo nel suo stomaco.

### Antagonisti
Nidafjoll: anche detta "Nida", è una delle promanazioni terrene di Nidhoggr. Anche se appare come una bella ragazza ventenne con un caschetto biondo, è in realtà una viverna nera in grado di scatenare fiamme fredde come ghiaccio. Rimasta sola dopo la morte di Ratatoskr, capisce di essere diventata inutile per il suo padrone, in quanto questi può servirsi di terribili e letali creature di ferro avulse dal dolore ed immuni ai poteri dei frutti dell'Albero del Mondo. Stringe perciò un patto con i Draconiani in modo da fuggire indenne da Nidhoggr. All'ultimo tuttavia cercherà anche di uccidere Fabio per vendicare la morte di Ratatoskr, ma fortunatamente non riuscirà a portare a termine il suo disegno e dovrà darsi alla fuga.
Ratatoskr: altra promanazione terrena di Nidhoggr. Ha l'aspetto di un bel ragazzo ventenne, ben vestito e dai modi affettati. In realtà è anche lui una viverna nera. È stato ucciso da Fabio nel terzo libro, ma, nonostante sia parte di Nidhoggr, quest'ultimo non prova dolore per la sua morte.
Nidhoggr: è il nemico supremo, la Grande Viverna simbolo del male e dell'odio, imprigionata da Thuban sottoterra dopo la battaglia finale. 
In origine era un drago verde scuro, fratello di Thuban, prima che questi lo mutilasse con un incantesimo devastante. Nidhoggr infatti aveva ucciso l'Anziano, l'ex Drago Guardiano che per Thuban era come un padre, quando questi scelse Thuban come successore. 
Mutilato, ma non morto, Nidhoggr sollevò le viverne contro i draghi e distrusse l'Albero del Mondo, dopo averne divorato le radici.
Nonostante l'indebolimento del sigillo che lo tiene prigioniero, Nidhoggr non può ancora manifestarsi sulla terra, per questo, nel quarto libro, s'impossessa di Chloe e si serve di Nida e di creature simili a ragni metallici per i suoi piani.

### Personaggi presenti in questo libro
Gillian Mac Allister: madre di Chloe ed Ewan. Ha capelli tinti di rosso, l'aspetto di una giovane donna un po' hippy (ha avuto Ewan e Chloe in giovanissima età) e un'indole protettiva ma battagliera. Ama profondamente i suoi figli, tanto che, seppure sola, giovane e spaventata dai loro poteri, restò con loro, amandoli nonostante tutto. Vive in una casa adibita a B&B in Scozia ed in passato per far fronte alla povertà si cimentò in diversi lavori. Alla fine del libro, accetterà la missione dei Draconiani e si trasferirà in Italia con Ewan e Chloe presso la villa del professore. È stando con lei che Sofia matura il desiderio di conoscere sua madre.
Beatrice Guarieri: madre di Sofia e molto somigliante a quest'ultima, sebbene sia descritta anche come più bella ed aggraziata. Abbandonò Sofia ed il padre di quest'ultima dopo che scoprì della missione dei Draconiani. Morto il padre di Sofia, fu lei a portarla in orfanotrofio. Sofia in questo libro la ritrova ad Edimburgo, dove Beatrice si è rifatta una vita, lavorando in una libreria e creandosi una nuova famiglia con un marito ed un'altra bambina. Sofia prova a riavvicinarla, ma Beatrice finge di non conoscerla e la mette alla porta, spezzando definitivamente il cuore della figlia.
Bloody MacKenzie: terribile fantasma che infesta il cimitero di Edimburgo e che tiene imprigionato lo spirito senza corpo di Chloe. Pur non essendo alleato di Nidhoggr, è estremamente malvagio e tiene prigioniera l'anima della ragazza per senso di possesso e crudeltà. È di colore giallognolo, ha la bocca irta di denti ed artigli affilati che lo rendono una vera presenza demoniaca. Quando si manifesta, un innaturale buio liquido si crea nella zona.

## Edizioni
- Licia Troisi, I gemelli di Kuma, Arnoldo Mondadori Editore, 2011, ISBN 978-88-04-60844-8.